# Vlag van Heesch

Vlag van de gemeente Heesch
(1967-1994)

De vlag van Heesch werd op 30 mei 1967 bij raadsbesluit vastgesteld als de gemeentelijke vlag van de Noord-Brabantse gemeente Heesch. De vlag kan als volgt worden beschreven:
Blauw, met in het midden een gele gotische sleutel, staande met de baard naar boven en gericht naar de zijde van de vlaggestok.
Het ontwerp was van de gemeenteraad en de Hoge Raad van Adel. De vlag vertoont de sleutel van de H. Petrus. Een beeltenis van deze beschermheilige van Heesch bevond zich op het schild van het gemeentewapen. De vlag heeft de kleuren van het wapen: blauw en geel.
Op 1 januari 1994 is Heesch opgegaan in de gemeente Bernheze, waarmee de vlag als gemeentevlag kwam te vervallen.

## Verwante afbeeldingen

Wapen van Heesch

Aalburg 
· Aarle-Rixtel 
· Alphen en Riel 
· Bakel en Milheeze 
· Beek en Donk 
· Beers 
· Berghem 
· Berkel-Enschot 
· Berlicum 
· Bladel en Netersel 
· Borkel en Schaft 
· Boxmeer 
· Budel 
· Chaam 
· Cuijk 
· Cuijk en Sint Agatha 
· Den Dungen 
· Diessen 
· Dinteloord en Prinsenland 
· Drunen 
· Dussen 
· Engelen 
· Erp 
· Esch 
· Escharen 
· Fijnaart en Heijningen 
· Geffen 
· Geldrop 
· Gemert 
· Giessen 
· Ginneken en Bavel 
· Grave 
· 's Gravenmoer 
· Haaren 
· Halsteren 
· Haps 
· Heesch 
· Heeswijk-Dinther 
· Heeze 
· Helvoirt 
· Hoeven 
· Hooge en Lage Mierde 
· Hooge en Lage Zwaluwe 
· Hoogeloon, Hapert en Casteren 
· Huijbergen 
· Klundert 
· Landerd 
· Leende 
· Liempde 
· Lieshout 
· Lith 
· Luyksgestel 
· Maarheeze 
· Maasdonk 
· Made en Drimmelen 
· Megen, Haren en Macharen 
· Mierlo 
· Mill en Sint Hubert 
· Moergestel 
· Nieuw-Ginneken 
· Nieuw-Vossemeer 
· Nistelrode 
· Nuland 
· Oeffelt 
· Oost-, West- en Middelbeers 
· Oploo, Sint Anthonis en Ledeacker 
· Ossendrecht 
· Oud en Nieuw Gastel 
· Oudenbosch 
· Prinsenbeek 
· Putte 
· Raamsdonk 
· Ravenstein 
· Reusel 
· Riethoven 
· Rijsbergen 
· Rijswijk 
· Roosendaal en Nispen 
· Rosmalen 
· Schaijk 
· Schijndel 
· Sint Anthonis 
· Sint-Oedenrode 
· Sprang-Capelle 
· Standdaarbuiten 
· Terheijden 
· Teteringen 
· Uden 
· Udenhout 
· Veghel
· Vessem, Wintelre en Knegsel 
· Vierlingsbeek 
· Vlijmen 
· Wanroij 
· Waspik 
· Werkendam 
· Westerhoven 
· Willemstad 
· Woudrichem 
· Wouw 
· Zeeland 
· Zevenbergen